# インド洋全域昇温
インド洋全域昇温（インドようぜんいきしょうおん）とは太平洋のエルニーニョ現象に伴ってインド洋全域表層で海水温が上昇する現象であり、エルニーニョ現象より数ヶ月遅れてピークを迎える傾向がある。季節をまたいで海水温を上昇させるため蒸発が盛んになり、インドやネパールなどヒマラヤ山脈南沿いでのモンスーンの降水量を増加させる。また、インド洋でのサイクロンの発生数やその強さとの関連も指摘されている。
これに似た現象にダイポールモード現象があるがこちらはインド洋西部の海水温が上昇する一方で東部では低下するもので、2つの現象は異なる。